# Uzbekistan na letnich igrzyskach olimpijskich
Uzbekistan po raz pierwszy wziął udział w letnich igrzyskach olimpijskich w 1996 roku. Od tego czasu reprezentanci Uzbekistanu startowali we wszystkich igrzyskach, zdobywając 17 medali.
Jako pierwszy na olimpijskim podium stanął 22 lipca 1996 roku judoka Armen Bagdasarov, który zajął 2. miejsce w wadze do 86 kg. Jedynym sportowcem z Uzbekistanu, który zdobył więcej, niż 1 medal jest Artur Taymazov. W latach 2000–2008 zdobył on 1 srebrny i 2 złote krążki w najcięższej kategorii zapasów w stylu wolnym.

## Medale dla Uzbekistanu na letnich igrzyskach olimpijskich

### Medale według igrzysk
| IO      | złoto | srebro | brąz | Razem |
| ------- | ----- | ------ | ---- | ----- |
| IO 1996 | 0     | 1      | 1    | 2     |
| IO 2000 | 1     | 1      | 2    | 4     |
| IO 2004 | 2     | 1      | 2    | 5     |
| IO 2008 | 1     | 2      | 3    | 6     |
| IO 2012 | 1     | 0      | 2    | 3     |
| IO 2016 | 4     | 2      | 7    | 13    |
| IO 2020 | 1     | 0      | 1    | 2     |

### Medale według dyscyplin sportowych
| Dyscyplina sportowa  | złoto | srebro | brąz | Razem |
| -------------------- | ----- | ------ | ---- | ----- |
| Zapasy               | 4     | 3      | 3    | 10    |
| Boks                 | 4     | 2      | 8    | 14    |
| Podnoszenie ciężarów | 1     | 0      | 1    | 2     |
| Taekwondo            | 1     | 0      | 0    | 1     |
| Judo                 | 0     | 2      | 4    | 6     |
| Gimnastyka           | 0     | 0      | 2    | 2     |